# Aspidosperma fendleri
Aspidosperma fendleri är en oleanderväxtart som beskrevs av R. E. Woodson. Aspidosperma fendleri ingår i släktet Aspidosperma och familjen oleanderväxter. Inga underarter finns listade i Catalogue of Life.